# Kim Chel-Hwan
Kim Chel-Hwan, född den 11 maj 1971, är en sydkoreansk landhockeyspelare.
Han tog OS-silver i herrarnas landhockeyturnering i samband med de olympiska landhockeytävlingarna 2000 i Sydney.